# European League femminile 2012
La IV European League di pallavolo femminile si è svolta dal 31 maggio al 6 luglio 2012. Dopo la fase a gironi che si è giocata dal 31 maggio al 30 giugno, la fase finale, a cui si sono qualificate le prime classificate dei tre gironi di qualificazione, più la Repubblica Ceca, paese ospitante, si è svolta dal 5 al 6 luglio a Karlovy Vary, in Repubblica Ceca. Al torneo hanno partecipato 12 squadre nazionali europee e la vittoria finale è andata per la prima volta alla Repubblica Ceca.

## Gironi
| Girone A                       | Girone B                          | Girone C                             |
| ------------------------------ | --------------------------------- | ------------------------------------ |
| Romania Serbia Spagna Ungheria | Bulgaria Francia Svizzera Turchia | Grecia Israele Paesi Bassi Rep. Ceca |

## Fase finale -Karlovy Vary
|  | Semifinali  | Semifinali  | Semifinali |           |          | Finale 1º/2º posto | Finale 1º/2º posto | Finale 1º/2º posto |  |
|  |             |             |            |           |          |                    |                    |                    |  |
|  | Bulgaria    | Bulgaria    | 3          |           |          |                    |                    |                    |  |
|  | Bulgaria    | Bulgaria    | 3          |           |          |                    |                    |                    |  |
|  | Serbia      | Serbia      | 1          |           |          |                    |                    |                    |  |
|  | Serbia      | Serbia      | 1          |           | Bulgaria | Bulgaria           | 0                  |                    |  |
|  |             |             |            |           | Bulgaria | Bulgaria           | 0                  |                    |  |
|  |             |             | Rep. Ceca  | Rep. Ceca | 3        |                    |                    |                    |  |
|  | Rep. Ceca   | Rep. Ceca   | Rep. Ceca  | Rep. Ceca | 3        | 3                  |                    |                    |  |
|  | Rep. Ceca   | Rep. Ceca   |            |           |          | 3                  |                    |                    |  |
|  | Paesi Bassi | Paesi Bassi | 1          |           |          | Finale 3º/4º posto | Finale 3º/4º posto | Finale 3º/4º posto |  |
|  | Paesi Bassi | Paesi Bassi | 1          |           |          |                    |                    |                    |  |
|  |             |             |            |           |          |                    |                    |                    |  |
|  |             |             |            |           |          | Serbia             | Serbia             | 3                  |  |
|  |             |             |            |           |          | Serbia             | Serbia             | 3                  |  |
|  |             |             |            |           |          | Paesi Bassi        | Paesi Bassi        | 1                  |  |

## Podio

### Campione
Formazione: 1 Kossányiová, 3 Pastulová, 4 Havlíčková, 5 Jášová, 9 Hasalíková, 12 Bednářová, 14 Mühlsteinová, 15 Svobodníková, 16 Havelková, 17 Kvapilová, 18 Vincourová, 19 Sajdová, CT: Parisi

### Secondo posto
Template:Bulgaria femminile pallavolo European League 2012

### Terzo posto
Template:Serbia femminile pallavolo European League 2012

## Classifica finale
| Classifica | Squadre     | Qualificazione        |
| ---------- | ----------- | --------------------- |
|            | Rep. Ceca   | World Grand Prix 2013 |
|            | Bulgaria    | World Grand Prix 2013 |
|            | Serbia      | World Grand Prix 2013 |
| 4          | Paesi Bassi | World Grand Prix 2013 |
| 5          | Francia     |                       |
| 6          | Romania     |                       |
| 7          | Spagna      |                       |
| 8          | Turchia     |                       |
| 9          | Israele     |                       |
| 10         | Grecia      |                       |
| 11         | Svizzera    |                       |
| 12         | Ungheria    |                       |